# Weres Równe (piłka nożna kobiet)
Weres Równe (ukr. ЖФК «Верес» Рівне) – ukraiński klub piłki nożnej kobiet, mający siedzibę w mieście Równe w północno-zachodniej części kraju. Od sezonu 2022/2023 występuje w rozgrywkach ukraińskiej Wyższej ligi.

## Historia
Chronologia nazw:
- 2003: ŻFK Rodyna Kostopol (ukr. ЖФК «Родина» Костопіль)
- 2005: ŻFK Rodyna-KOLISP Kostopol (ukr. ЖФК «Родина-КОЛІСП» Костопіль)
- 2013: ŻFK Rodyna-Licej Kostopol (ukr. ЖФК «Родина-Ліцей» Костопіль)
- 2019: ŻFK Rodyna Kostopol (ukr. ЖФК «Родина» Костопіль)
- 2020: ŻFK Rodyna-Licej Kostopol (ukr. ЖФК «Родина-Ліцей» Костопіль)
- 2021: ŻFK Weres Równe (ukr. ЖФК «Верес» Рівне)

Kobieca drużyna piłkarska ŻFK Rodyna została założona w Kostopolu w 2003 roku na bazie Kostopolskiego Obwodowego Liceum-Internatu Sportowego Profilu (KOLISP), który powstał dwa lata wcześniej. Klub zawdzięcza swoją nazwę marce handlowej o tej samej nazwie, która zjednoczyła kilku lokalnych przedsiębiorców. Od 2005 roku zespół z nazwą ŻFK Rodyna-KOLISP zaczął startować w mistrzostwach Ukrainy wśród siedemnastolatek. Również w sezonie 2005 klub zgłosił się do rozgrywek Wyższej ligi, zajmując siódme miejsce. W sezonie 2011 zespół zajął końcowe czwarte miejsce. W 2013 roku klub zmienił nazwę na ŻFK Rodyna-Licej, a w 2019 skrócił do ŻFK Rodyna. W sezonie 2019/20 klub zajął ostatnie 10.miejsce w rozgrywkach Wyższej ligi i spadł do Pierwszej ligi. W 2020 klub wrócił do nazwy ŻFK Rodyna-Licej.
Po tym jak w marcu 2020 roku Komitet Wykonawczy UAF zatwierdził strategię rozwoju kobiecej piłki nożnej na Ukrainie na lata 2020-2024, która obejmuje w szczególności obowiązkową obecność w swojej strukturze drużyn kobiecych we wszystkich klubach UPL, klub piłkarski Weres Równe ogłosił w 2021 utworzenie kobiecej drużyny z nazwą Weres Równe.

## Barwy klubowe, strój, herb, hymn
|  |  |

Klub ma barwy czerwono-czarne. Piłkarki domowe spotkania zazwyczaj grają w czerwonych koszulkach, czerwonych spodenkach oraz czerwonych getrach.

## Sukcesy

### Trofea międzynarodowe
Nie uczestniczył w rozgrywkach europejskich (stan na 31-05-2023).

### Trofea krajowe
| \| \| Zdobyte trofea w rozgrywkach Ukrainy (stan na: 31-05-2023) \| |                                                            |      |            |
| Rozgrywki                                                           | Osiągnięcie                                                | Razy | Sezon(y)   |
| Mistrzostwo                                                         | I miejsce                                                  | 0    |            |
| Mistrzostwo                                                         | II miejsce                                                 | 0    |            |
| Mistrzostwo                                                         | III miejsce                                                | 0    |            |
| Mistrzostwo                                                         | 4.miejsce                                                  | 1    | 2011       |
| Puchar                                                              | zdobywca                                                   | 0    |            |
| Puchar                                                              | finalista                                                  | 0    |            |
| Puchar                                                              | półfinalista                                               | 2    | 2005, 2014 |
| II liga                                                             | I miejsce                                                  | 0    |            |
| II liga                                                             | II miejsce                                                 | 0    |            |
| II liga                                                             | III miejsce                                                | 0    |            |
| II liga                                                             | 4.miejsce                                                  | 1    | 2020/21    |
| Ukraina                                                             | Zdobyte trofea w rozgrywkach Ukrainy (stan na: 31-05-2023) |      |            |

## Poszczególne sezony

### Rozgrywki międzynarodowe

#### Europejskie puchary
Nie uczestniczył w rozgrywkach europejskich (stan na 31-05-2023).

### Rozgrywki krajowe
| \| Ukraina \| Bilans występów klubu w rozgrywkach piłkarskich Ukrainy (Stan na 31 maja 2023 r.) \| \| |                                                                                   |        |       |   |   |   |    |    |     |                    |        |        |      |
| Poziom                                                                                                | Rozgrywki                                                                         | Sezony | Mecze | Z | R | P | B+ | B– | Pkt | Lata               | Awanse | Spadki | Naj. |
| I | Wyszcza liha                                                                      | 17     |       |   |   |   |    |    |     | 2005–2020, od 2022 | 0      | 1      | 4    |
| II | Persza liha                                                                       | 2      |       |   |   |   |    |    |     | 2020–2022          | 1      | 0      | 3    |
| | Puchar Ukrainy                                                                    | 12+    |       |   |   |   |    |    |     | od 2005            | 0      | 0      | 1/2  |
| Ukraina                                                                                               | Bilans występów klubu w rozgrywkach piłkarskich Ukrainy (Stan na 31 maja 2023 r.) |        |       |   |   |   |    |    |     |                    |        |        |      |

## Piłkarki, trenerzy, prezydenci i właściciele klubu

### Trenerzy
| Lp. | Imię i nazwisko  | Okres urzędowania | Okres urzędowania |
| --- | ---------------- | ----------------- | ----------------- |
| 1.  | Wasyl Mamczur    | 12.03.2003        | 31.08.2020        |
| 2.  | Mykoła Sidorczuk | 01.09.2020        | obecnie           |

## Struktura klubu

### Stadion
Drużyna rozgrywa swoje mecze domowe na stadionie Kołos w Kostopolu, który może pomieścić 2 500 widzów.

## Kibice i rywalizacja z innymi klubami

### Derby
- Ładomyr Włodzimierz Wołyński
- FK Lwiw-Jantaroczka
- Ternopolanka Tarnopol